# 阿斯巴赫-博伊门海姆
阿斯巴赫-博伊门海姆是德国巴伐利亚州的一个市镇。总面积11.89平方公里，总人口4306人，其中男性2199人，女性2107人（2011年12月31日），人口密度362人/平方公里。